# Dynastes
Dynastes is een geslacht van kevers uit de  familie Scarabaeidae (Bladsprietkevers). 

## Soorten
- Dynastes hercules Linnaeus, 1758 (Herculeskever)
- Dynastes tityus (Linnaeus, 1763)